# Ádám Bogdán
Dans le nom hongrois Bogdán Ádám, le nom de famille précède le prénom, mais cet article utilise l’ordre habituel en français Ádám Bogdán, où le prénom précède le nom.
Ádám Bogdán ([ˈaːdaːm], [ˈbogdaːn]), né le 27 septembre 1987 à Budapest, est un footballeur international hongrois qui évolue au poste de gardien de but.

## Biographie

### En club
Le 12 juin 2015, en fin de contrat avec Bolton, il rejoint le Liverpool FC.
Le 20 juillet 2016, il est prêté à Wigan Athletic. Le 2 juillet 2018, il est une nouvelle fois prêté pour un an au club écossais du Hibernian FC, en Premiership écossaise.

### En sélection
Après avoir porté le maillot de l'équipe de Hongrie espoirs à sept reprises, Ádám Bogdán est convoqué à plusieurs reprises en A à partir d'octobre 2008 sans fouler la pelouse. Il honore finalement sa première sélection en A en juin 2011 lors du match face au Luxembourg (victoire 1-0).

## Palmarès
- Ferencváros TC
  - Champion de Hongrie en 2021 et 2022
  - Vainqueur de la Coupe de Hongrie en 2022